# Актуна, Эрджан
Эрджан Актуна (тур. Ercan Aktuna; 1 января 1940, Стамбул — 20 сентября 2013, там же) — турецкий футболист, защитник, игрок сборной Турции.

## Клубная карьера
Эрджан Актуна начал играть в футбол в конце 1950-х годов в юношеской команде стамбульского «Истанбулспора». Первый матч за основную команду «Истанбулспора» в Чемпионате Турции он сыграл 15 ноября 1959 года против «Шекерхиляля» (1:1), этот матч остался для него единственным в первом сезоне. В сезоне 1960/61 Актуна вышел на поле 5 раз, а следующие два сезона пропустил.
С сезона 1963/64 Эрждан Актуна стал основным защитником «Истанбулспора», сыграл за два года 59 матчей и получил вызов в сборную страны.
В 1965 году Эрджан Актуна перешёл в стан другого стамбульского клуба «Фенербахче», одного из лидеров турецкого футбола. За девять лет в составе этого клуба Актуна трижды стал чемпионом Турции (1967/68, 1969/70 и 1973/74), и дважды выиграл кубок страны (1968 и 1974), сыграл 8 матчей в Кубке Чемпионов и 2 матча (1 гол) в Кубке УЕФА. По манере игры специалисты сравнивали его с Чезаре Мальдини.

## Международная карьера
В 1964 году Эрджан Актуна сыграл 3 товарищеских матча за молодёжную сборную Турции.
В 1964 году он дебютировал в первой сборной Турции. В составе сборной Актуна трижды участвовал в турнире на Кубок ОЭС, в котором один раз стал серебряным призёром (1965) и дважды — победителем (1967 и 1969). Всего за сборную он сыграл 29 матчей, в том числе 10 отборочных матчей Чемпионата мира и 5 отборочных матчей Чемпионата Европы.

## После окончания карьеры
Эрджан Актуна окончил годичные тренерские курсы в Англии, затем работал футбольным обозревателем в различных газетах. В 1987 году он входил в тренерский штаб «Фенербахче».
Умер в Стамбуле в возрасте 73-х лет.